# Friedrich Adler (arquitecto)
Friedrich Adler (15 de octubre de 1827 - 15 de septiembre de 1908) fue un arquitecto y arqueólogo alemán.
Después de realizar sus estudios en la Bauakademie (Academia de Arquitectura) en su Berlín natal, empezó a ejercer la enseñanza allí en 1855, y pronto se hizo famoso por construir iglesias. En 1863 fue nombrado profesor de historia de la arquitectura en la Academia.
Debido a su profundo conocimiento de la arquitectura antigua, tomó parte en la expedición arqueológica de Ernst Curtius a Asia Menor.
Formó parte del directorio de las principales excavaciones en Olimpia (1874-81), y participó en la planificación de toda la empresa, que en un principio estaba previsto que no durara más de cinco años. En cierto punto, fue incluso el jefe de las excavaciones. También fue el editor, conjuntamente con Ernst Curtius, de la publicación que reportaba las excavaciones. 
Adler murió en su ciudad natal de Berlín, a la edad de 80 años.

## Trabajos arqueológicos (como coeditor, con Ernst Curtius)
- "Olympia: die Ergebnisse der von dem Deutschen Reich veranstalteten Ausgrabung" (Olimpia, Resultados de la Excavación). Tomos I-V (1890-1897).
- "Olympia und Umgegend" (Olimpia y sus alrededores); (2 mapas y un plano, dibujados por el yerno de Adler, Wilhelm Dörpfeld y Johann August Kaupert; 1882).[2]

## Obra arquitectónica

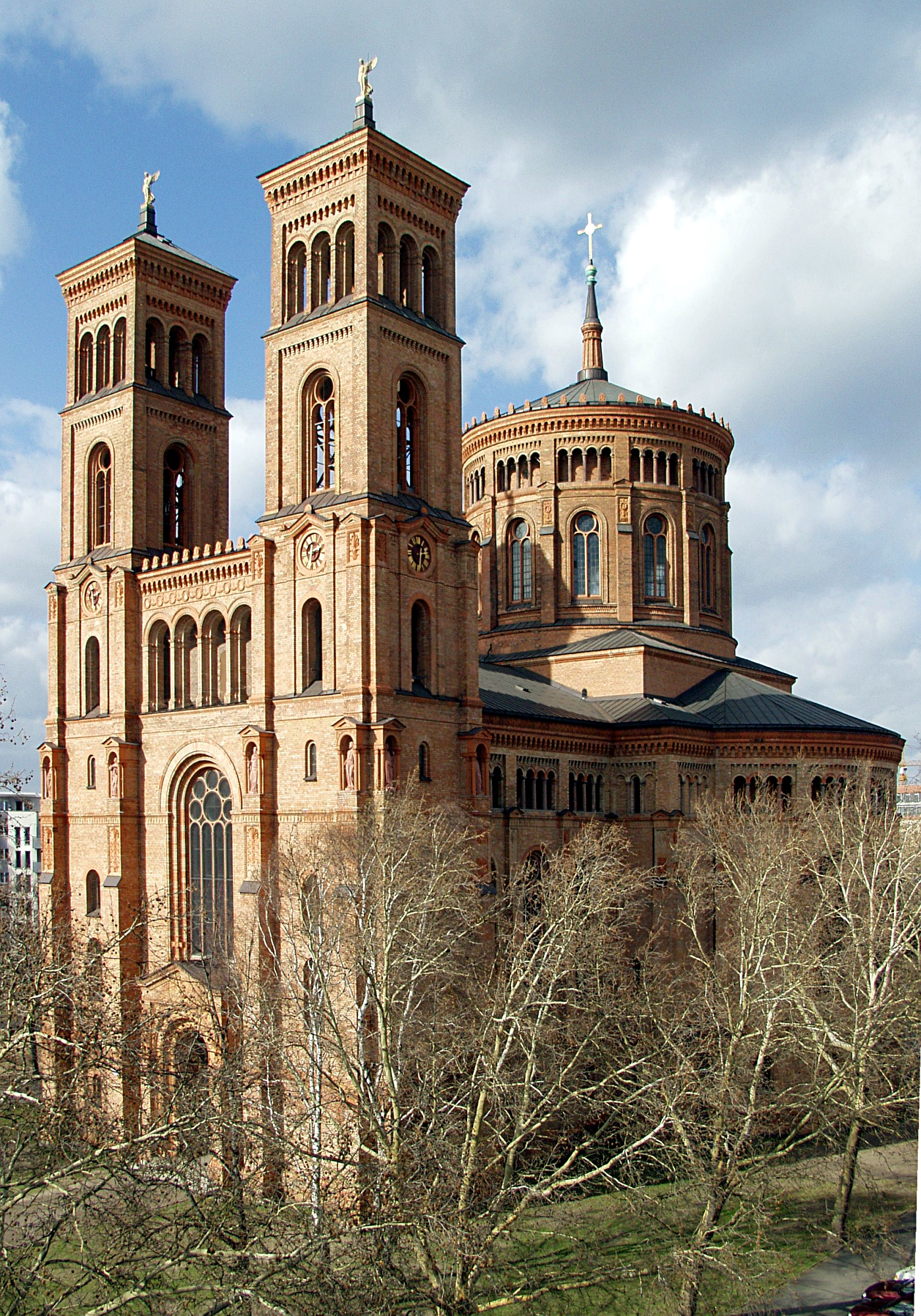
Iglesia de Santo Tomás, Berlín.

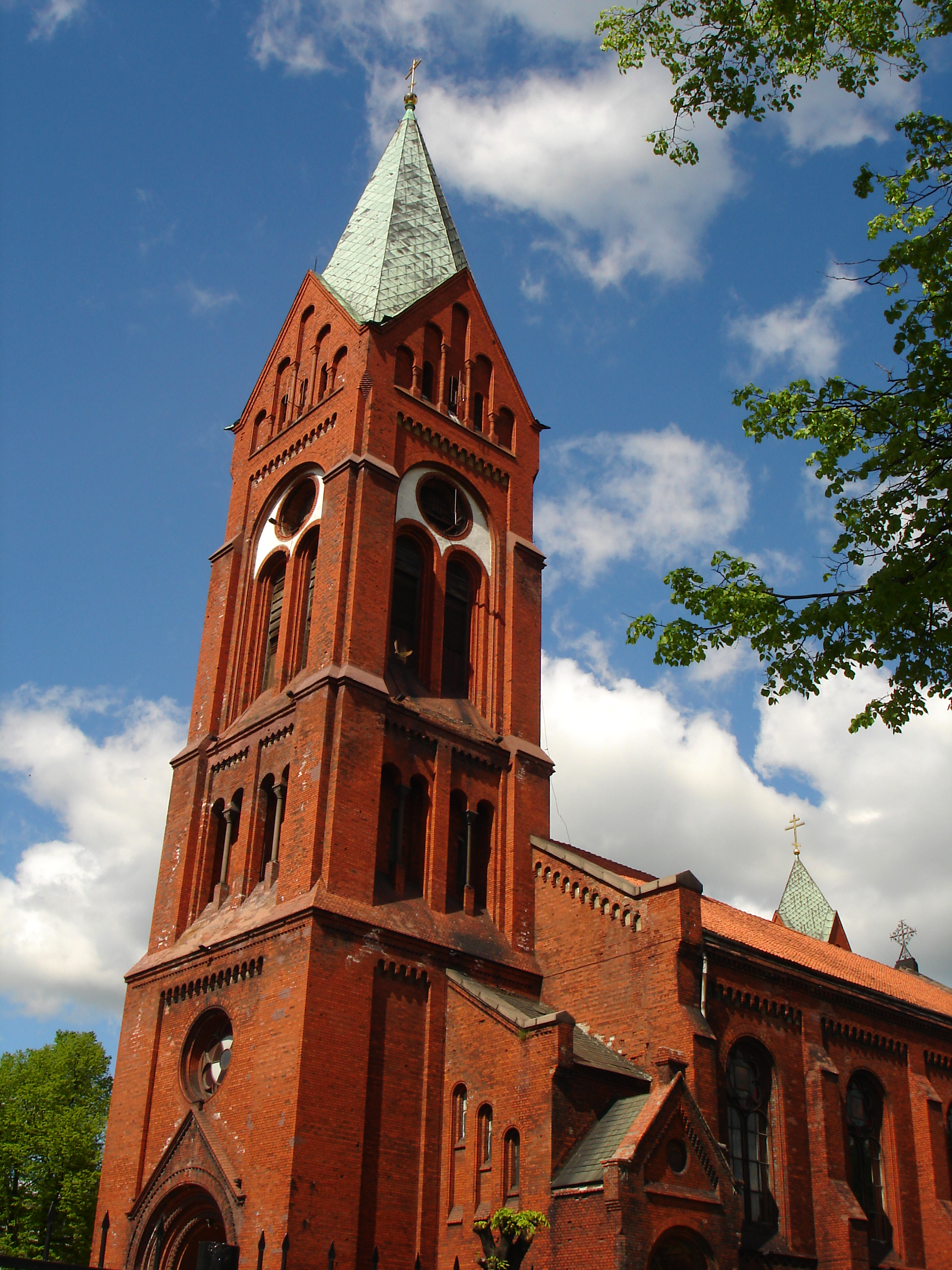
Antigua Iglesia Calvinista, actualmente Catedral ortodoxa rusa de San Miguel Arcángel, Chernyakhovsk.

Adler diseñó y construyó gran número de estructuras, entre ellas 300 iglesias, algunas villas, castillos y mansiones, resorts de verano, edificios residenciales urbanos, etc.
- Iglesia Luterana de San Pedro, Berlín, como maestro de obras para Heinrich Strack a partir de 1850 (destruida en la II Guerra Mundial).
- Palacio de Babelsberg, Potsdam, como maestro de obras de Heinrich Strack a partir de 1850.
- Iglesia Luterana de Gräben, como arquitecto, restauración, a partir de 1855.
- Iglesia Luterana de Cristo, Berlín, como arquitecto entre 1862-1865 (destruida en la II Guerra Mundial).
- Iglesia Luterana de Santo Tomás, Berlín, como arquitecto entre 1865-1869 (severamente dañada en la II Guerra Mundial, reconstruida).
- Castillo de Meyenburg, como arquitecto, restauración en 1865/1866.
- Iglesia Luterana de Cristo y de la Guarnición, Wilhelmshaven, como arquitecto entre 1869-1872 (gravemente dañada en la II Guerra Mundial, reconstruida).
- Iglesia Luterana de San Pedro, Bromberg (ahora Bydgoszcz), como arquitecto entre 1872-1878 (reconvertida en la Iglesia Católica de los Santos Pedro y Pablo el 2 de julio de 1945).
- Iglesia Luterana del Redentor, Jerusalén, como arquitecto, construida a partir de sus diseños por su discípulo Paul Ferdinand Groth entre 1893-1898.
- Iglesia Luterana de San Jaime, Luckenwalde.
- Iglesia Luterana de Atzendorf (ahora parte de Staßfurt).
- Iglesia Luterana de San Nicolás, Fráncfort del Oder, como arquitecto diseñó y añadió una nueva fachada de doble torre.
- Iglesia Luterana, Schwetz (en la actualidad Świecie).
- Iglesia Calvinista, Insterburg (en la actualidad Chernyakhovsk).
- Iglesia del Castillo Luterana de Todos los Santos, Wittenberg, como arquitecto dirigió una renovación intrusiva entre 1883 y 1892.
- Catedral Luterana de San Pedro, Schleswig, como arquitecto diseñó y añadió una torre principal occidental entre 1888 y 1894.
- Iglesia Colegiata Católica de San Pedro, Bad Wimpfen, como arquitecto renovó la iglesia y diseñó y completó las torres sin terminar entre 1898 y 1902.